# Gen'ichi Araki
Pour les articles homonymes, voir Araki.
Gen'ichi Araki (荒貴 源一, Araki Gen'ichi) (né en 1954) est un astronome amateur japonais. Il est notamment connu pour avoir découvert, indépendamment, la comète C/1983 H1 (IRAS-Araki-Alcock).
L'astéroïde (12456) Genichiaraki a été nommé en son honneur.